# Джентиле, Джованни
Джованни Джентиле (итал. Giovanni Gentile, 30 мая 1875, Кастельветрано — 15 апреля 1944, Флоренция) — итальянский философ, основатель теории «актуалистического идеализма», также теоретик итальянского фашизма.

## Биография
Родился на Сицилии. Его отец, также Джованни Джентиле, был аптекарем; мать, Тереза Курти, дочерью нотариуса. Окончил классический лицей Ximenes в Трапани. В 1897 году окончил Пизанское высшее педагогическое училище, где испытал влияние немецкой классической философии. Первая его книга была посвящена Марксу, которого он трактовал как идеалиста. В 1903—1922 совместно с Б. Кроче издавал журнал «Критика» («La Critica»). С 1907 года преподает в университете города Палермо, в 1914 году Джентиле покидает Палермо и переезжает в Пизу, где получает кафедру теоретической философии в местном университете, а в 1917 становится профессором философии Римского университета.
В 1923 году, будучи членом либеральной партии, он получает пост министра образования в правительстве Муссолини. В 1925 году Джентиле публикует «Манифест фашистских интеллектуалов к интеллектуалам всех наций», а в 1929 году издаёт свою книгу «Основы фашизма», в которой фашизм воспевается как новая политическая идея или вера, задача которой — создание нового «этического государства». В 1936 году эта книга была переведена на немецкий язык. В качестве члена фашистской партии Джентиле был сенатором, председателем совета по образованию (1926—1928), членом Большого фашистского совета (1925—1929) и председателем комиссии по реформе конституции.
20 ноября 1943 года Джованни Джентиле согласился возглавить Академию наук Итальянской Социальной Республики, созданной Муссолини в Северной и Центральной Италии при поддержке нацистской Германии. В 1944 году убит партизанами на улице во Флоренции. Философа похоронили в церкви Санта Кроче. Его могилу украшает эпитафия: «Многое ему простится, потому что он много любил».

## Философия
Джентиле — основатель «актуального идеализма» (итал. Attualismo), «теории духа как чистого акта», ответвления неогегельянства, выросшего из неаполитанского гегельянского движения конца XIX в. В своих сочинениях Джентиле объединяет трансцендентальный идеализм Канта и Фихте с неогегельянством и волюнтаризмом.
В своих работах Джентиле говорит о том, что практика в выражении и выявлении истины всегда равноценна, вне зависимости от того, какую форму она принимает. Из этого посыла проистекает волюнтаризм Джентиле, приведший его к фашизму.
С точки зрения актуализма, акт мысли («мысль мыслящая») является единственной реальностью. Акт есть логос, объединяющий объект с субъектом. Всякое познание есть действие, акт. Это познание бесконечно и свободно, так как ему ничто не может противостоять. Утверждая первичность мышления Джентиле утверждает идеализм. Однако он критикует абстрактный, трансцендентальный идеализм, отвлеченный от реальной жизненной практики и утверждает актуальный идеализм.
Акт делает имманентными себе все остальные вещи. Гегелевский Абсолютный Дух у Джентиле превращается не в факт, а в акт. Он не может выступать то как интеллект, то как воля; но в процессе своей деятельности познает и действует одновременно, будучи при этом всегда интеллектом как воля и наоборот. Это акт самоконституирующий и самоутверждающий, и в то же время — обнаружение Я в языке и социальном мире, определяемом через нормы и ценности. Мыслить — значит преодолевать свою частность, особенность, подниматься до исторического масштаба.
Наиболее полно «актуальная» диалектика проявляется в логике, метафизике и философии государства. Дух — это вечно развивающийся процесс, который не признает заранее установленных законов, но творит сам свой закон и свой мир свободно.
В 1932 году было опубликовано эссе «Доктрина фашизма». Его автором считался Бенито Муссолини. 
Но настоящим автором первой главы эссе — «Основные идеи» — был Джованни Джентиле, написавший ещё в 1929 году свою книгу «Происхождение и доктрина фашизма». Муссолини же написал только новую вторую главу эссе — «Политическая и социальная доктрина».
В апреле 1940 года Муссолини отозвал и уничтожил все доступные экземпляры «Доктрины фашизма», так как изменил своё мнение относительно некоторых фраз. Но многие копии сохранились и доступны в библиотеках некоторых стран.

## Сочинения
- La filosofia di Marx (Философия Маркса, 1899)
- «Teoria generale dello spirito come atto puro» (Общая теория духа как чистого акта, 1916)
- I Fondamenti della filosofia del diritto (Принципы философии права, 1916).
- «Sistema di logica come teoria di conserve» (Система логики как теории познания, 1917)
- Le origini della filosofia comtemporanea in Italia (Истоки современной итальянской философии, 4 vol., 1917—1923)
- La riforma dell’educazione (Реформа образования, 1920)
- La filosofia dell’arte (Философия искусства, 1931)
- La mia religione (Моя религия, 1943).

### Переводы на русский язык
- Джованни Джентиле. Введение в философию. Пер. с итал., вступ. статья, коммент., указатель А. Л. Зорина. — СПб.: Алетейя, 2000. — 470 с.
- Джованни Джентиле. Избранные философские произведения Пер. с итал., вступ. ст., коммент. и указ. имен А. Л. Зорина; Федер. агентство по культуре и кинематографии. — Краснодар: КГУКиИ, 2008—2012 (7 томов):
  - Общая теория духа как чистого акта, 2008
  - Система логики как теория познания, т. 1, 2009
  - Система логики как теория познания, т. 2, 2010
  - Выступления о религии; Основы философии права, 2011
  - Реформа воспитания. Формы воспитания, 2011
  - Философия искусства, 2012
  - Генезис и структура общества: опыт практической философии, 2012
- Джованни Джентиле. Философские основы фашизма // Освальд Мосли. «Фашизм: 100 вопросов и ответов» / Издательство Russian Revolver, перевод Савелия Захарова. Стр. 78-100.